# Strictement confidentiel
Pour plus de détails, voir Fiche technique et Distribution.
Strictement confidentiel (For Eyes Only: Streng geheim) est un film d'espionnage est-allemand réalisé par János Veiczi, sorti en 1963.

## Synopsis
En 1961, Hansen est un allemand qui s'est échappé de l’Allemagne de l’Est et travaille aujourd'hui pour une société américaine appelée Concordia à l’Ouest. En réalité, il est un agent de la Stasi et Concordia est le quartier général de la division du renseignement militaire, d’où d’innombrables saboteurs et espions ont été envoyés de l’autre côté de la frontière. Il apprend que les États-Unis prévoient d’envahir le pays, après avoir organisé un soulèvement interne comme une provocation les forçant à intervenir. 
Les plans sont détenus par Collins, le supérieur de Hansen, qui prévoit de les voler mais doit échapper aux soupçons de l’agent de sécurité Rocker, qui sait qu’il y a une taupe. Hansen est assisté par son chauffeur, František, qui a découvert son identité secrète mais a l’intention de l’aider, afin de retourner dans son pays natal, la Tchécoslovaquie. Le duo parvient à voler le coffre-fort avec les plans d’invasion et traversent la frontière vers l’Est, poursuivis par la police et l’armée. 
Une fois le plan rendu public à la communauté international, l’invasion est annulé.

## Fiche technique
- Titre original : For Eyes Only: Streng geheim
- Titre français : Strictement confidentiel[2]
- Réalisateur : János Veiczi
- Scénario : Harry Thürk (de), Hans Lucke (de), Heinz Hafke
- Photographie : Karl Plintzner (de)
- Montage : Christa Ehrlich
- Musique : Günter Hauk (de)
- Sociétés de production : Deutsche Film AG
- Pays de production :  Allemagne de l'Est
- Langue de tournage : allemand
- Format : Noir et blanc et couleur Orwo - 2,35:1 - Son stéréo 4-pistes et mono - 35 mm
- Durée : 102 minutes (1h42)
- Genre : Espionnage
- Dates de sortie :
  - Allemagne de l'Est : 19 juillet 1963
  - Hongrie : 16 janvier 1964

## Distribution
- Alfred Müller : Hansen
- Helmut Schreiber (de) : Ted Collins, le major du MID
- Ivan Palec (de) : František
- Hans Lucke (de) : Rock, le colonel du MID
- Werner Lierck (de) : Schuck
- Martin Flörchinger (de) : le colonel de la Stasi
- Peter Marx (de) : Hartmann
- Georg Gudzent : Général du MID
- Christine Laszar : Hella
- Ingrid Ohlenschläger (de) : Liz
- Marion van de Kamp (de) : Adelheid
- Eva-Maria Hagen : Peggy
- Renate Geißler (de) : Gisela
- Fred Ludwig (de) : Observateur du MID
- Horst Schönemann (de) : Major de la Stasi
- Gerd E. Schäfer (de) : Charly
- Rolf Herricht (de) : Max
- Norbert Flohr : Manfred